# Championnat de France de rugby à XV de 2e division fédérale 2016-2017
Navigation
Fédérale 2 2015-2016 Fédérale 2 2017-2018
Cette page présente la saison 2016-2017 de Fédérale 2 dont les phases de poule débutent en septembre 2016 pour se terminer en avril 2017.

## Classements[1],[2]
- P : Promu
- R : Relégué
- M : Maintenu
- : Qualifiés pour les phases finales
- : Promu en Fédérale 2

### Poule 1
| Classement final | Club                        | Ville(s)    | Saison 2015-2016                          |
| ---------------- | --------------------------- | ----------- | ----------------------------------------- |
| 1                | RC Suresnes                 | Suresnes    | Phase finale - Seizièmes de finale        |
| 2                | CA Orsay                    | Orsay       | Phase finale - Seizièmes de finale        |
| 3                | Saint-Denis US              | Saint-Denis | Phase finale - Seizièmes de finale        |
| 4                | RC Drancy (P)               | Drancy      | Promu - Demi-finaliste Fédérale 3         |
| 5                | Clamart Rugby 92            | Clamart     | 7e poule 1                                |
| 6                | Beauvais XV RC              | Beauvais    | 7e poule 2                                |
| 7                | Antony Métro 92 (P)         | Antony      | Promu - Quart-de-finaliste Fédérale 3     |
| 8                | Rugby Épernay Champagne (P) | Épernay     | Promu - Huitièmes-de-finaliste Fédérale 3 |
| 9                | RC Arras                    | Arras       | 6e poule 2                                |
| 10               | Stade domontois RC          | Domont      | 8e poule 1                                |

### Poule 2
| Classement final | Club                      | Ville(s)        | Saison 2015-2016                          |
| ---------------- | ------------------------- | --------------- | ----------------------------------------- |
| 1                | Stade niortais            | Niort           | Phase finale - Seizièmes de finale        |
| 2                | RC Orléans                | Orléans         | 5e poule 1                                |
| 3                | Rennes étudiants club (M) | Rennes          | 10e poule 1 (maintenu)                    |
| 4                | Rugby Chartres Métropole  | Chartres        | 6e poule 1                                |
| 5                | CSM Gennevilliers         | Gennevilliers   | Phase finale - Huitièmes de finale        |
| 6                | SC Le Rheu (P)            | Le Rheu         | Promu - Huitièmes-de-finaliste Fédérale 3 |
| 7                | JA Isle (P)               | Isle-sur-Vienne | Promu - Quart-de-finaliste Fédérale 3     |
| 8                | Paris UC                  | Paris           | 9e poule 2 (maintenu)                     |
| 9                | AS Saint-Junien           | Saint-Junien    | 6e poule 7                                |
| 10               | Montluçon rugby           | Montluçon       | Phase finale - Huitièmes de finale        |

### Poule 3
| Classement final | Club                          | Ville(s)               | Saison 2015-2016                          |
| ---------------- | ----------------------------- | ---------------------- | ----------------------------------------- |
| 1                | CS Vienne (R)                 | Vienne                 | Relégué - 10e poule 4 Fédérale 1          |
| 2                | FCS Rumilly                   | Rumilly                | Phase finale - Seizièmes de finale        |
| 3                | CS Beaune                     | Beaune                 | 5e poule 2                                |
| 4                | Saint-Savin sportif           | Saint-Savin            | 5e poule 3                                |
| 5                | US Meyzieu                    | Meyzieu                | 7e poule 3                                |
| 6                | US Annecy                     | Annecy                 | Phase finale - Seizièmes de finale        |
| 7                | Saint Priest Rugby (R)        | Saint-Priest           | Promu - Quart-de-finaliste Fédérale 3     |
| 8                | US Montmélian (P)             | Montmélian             | Promu - Huitièmes-de-finaliste Fédérale 3 |
| 9                | CO Le Creusot                 | Le Creusot             | 8e poule 2                                |
| 10               | CS Villefranche-sur-Saône (M) | Villefranche-sur-Saône | 9e poule 3 (maintenu)                     |

### Poule 4
| Classement final | Club                              | Ville(s)                                 | Saison 2015-2016                          |
| ---------------- | --------------------------------- | ---------------------------------------- | ----------------------------------------- |
| 1                | RC Carqueiranne-Hyères            | Carqueiranne et Hyères                   | Phase finale - Huitièmes de finale        |
| 2                | RC Châteaurenard                  | Châteaurenard                            | 5e poule 4                                |
| 3                | SC Royans                         | Saint-Jean-en-Royans                     | Phase finale - Seizièmes de finale        |
| 4                | Stade niçois                      | Nice                                     | 7e poule 4                                |
| 5                | AS Bédarrides Châteauneuf-du-Pape | Bédarrides et Châteauneuf-du-Pape        | Phase finale - Huitièmes de finale        |
| 6                | RC Tricastin                      | Pierrelatte et Saint-Paul-Trois-Châteaux | Phase finale - Seizièmes de finale        |
| 7                | SO Voiron (P)                     | Voiron                                   | Promu - Demi-finaliste Fédérale 3         |
| 8                | US montilienne (P)                | Montélimar                               | Promu - Huitièmes-de-finaliste Fédérale 3 |
| 9                | CA raphaëlo-fréjusien             | Saint-Raphaël et Fréjus                  | 6e poule 4                                |
| 10               | CA Saint-Étienne                  | Saint-Étienne                            | 8e poule 3                                |

### Poule 5
| Classement final | Club                              | Ville(s)                                        | Saison 2015-2016                          |
| ---------------- | --------------------------------- | ----------------------------------------------- | ----------------------------------------- |
| 1                | Céret sportif                     | Céret                                           | 5e poule 5                                |
| 2                | SC Mazamet                        | Mazamet                                         | Phase finale - Seizièmes de finale        |
| 3                | FC Villefranche                   | Villefranche-de-Lauragais                       | Phase finale - Seizièmes de finale        |
| 4                | SC Leucate-Roquefort              | Leucate et Roquefort-des-Corbières              | 8e poule 4                                |
| 5                | SO Millau                         | Millau                                          | Phase finale - Huitièmes de finale        |
| 6                | UA Gaillac                        | Gaillac                                         | Phase finale - Huitièmes de finale        |
| 7                | Balma olympique                   | Balma                                           | 6e poule 5                                |
| 8                | JO pradéenne Conflent Canigou (P) | Prades                                          | Promu - Finaliste Fédérale 3              |
| 9                | Salanque Côte Radieuse            | Torreilles, Canet-en-Roussillon et Sainte-Marie | 8e poule 5                                |
| 10               | RO Castelnaudary XV (P)           | Castelnaudary                                   | Promu - Huitièmes-de-finaliste Fédérale 3 |

### Poule 6
| Classement final | Club                        | Ville(s)                | Saison 2015-2016                                |
| ---------------- | --------------------------- | ----------------------- | ----------------------------------------------- |
| 1                | Stade hendayais             | Hendaye                 | Phase finale - Huitièmes de finale              |
| 2                | SA Mauléon (R)              | Mauléon                 | Relégué - 10e poule 3 Fédérale 1                |
| 3                | SC Appaméen (P)             | Pamiers                 | Promu - Huitièmes-de-finaliste Fédérale 3       |
| 4                | US Nafarroa                 | Saint-Jean-Pied-de-Port | Phase finale - Seizièmes de finale              |
| 5                | Peyrehorade sports rugby    | Peyrehorade             | 7e poule 8                                      |
| 6                | CA Lannemezan               | Lannemezan              | 7e poule 6                                      |
| 7                | Boucau Tarnos stade         | Boucau et Tarnos        | 8e poule 6                                      |
| 8                | UA Saverdun                 | Saverdun                | 7e poule 5                                      |
| 9                | FC Lourdes                  | Lourdes                 | 5e poule 6                                      |
| 10               | USEP Ger Seron Bedeille (P) | Ger-Séron-Bédeille      | Promu -Trente-deuxièmes-de-finaliste Fédérale 3 |

### Poule 7
| Classement final | Club                                       | Ville(s)                                        | Saison 2015-2016                          |
| ---------------- | ------------------------------------------ | ----------------------------------------------- | ----------------------------------------- |
| 1                | CA Castelsarrasin                          | Castelsarrasin                                  | Phase finale - Huitièmes de finale        |
| 2                | US Marmande                                | Marmande                                        | Phase finale - Seizièmes de finale        |
| 3                | US Bergerac (R)                            | Bergerac                                        | Relégué - 8e poule 2 Fédérale 1           |
| 4                | US Issoire                                 | Issoire                                         | 8e poule 7                                |
| 5                | Cahors rugby                               | Cahors                                          | Phase finale - Seizièmes de finale        |
| 6                | Entente vigilante Malemort Brive olympique | Malemort-sur-Corrèze                            | 7e poule 7                                |
| 7                | Sporting Club decazevillois                | Decazeville                                     | 5e poule 7                                |
| 8                | US Casteljaloux (M)                        | Casteljaloux                                    | 9e poule 6 (maintenu)                     |
| 9                | Lévézou Ségala Aveyron XV (M)              | Cassagnes-Bégonhès, Réquista et Luc-la-Primaube | 9e poule 7 (maintenu)                     |
| 10               | ARC pays de Saint-Yrieix (P)               | Saint-Yrieix-la-Perche                          | Promu - Huitièmes-de-finaliste Fédérale 3 |

### Poule 8
| Classement final | Club                 | Ville(s)                     | Saison 2015-2016                      |
| ---------------- | -------------------- | ---------------------------- | ------------------------------------- |
| 1                | RC bassin d'Arcachon | La Teste-de-Buch et Arcachon | Phase finale - Seizièmes de finale    |
| 2                | AS Fleurance         | Fleurance                    | 9e poule 5 (maintenu)                 |
| 3                | US Orthez            | Orthez                       | 6e poule 6                            |
| 4                | CA Lormont           | Lormont                      | 8e poule 8                            |
| 5                | US Morlaàs           | Morlaàs                      | 6e poule 8                            |
| 6                | US Salles (P)        | Salles                       | Promu - Champion de France Fédérale 3 |
| 7                | SA Hagetmau          | Hagetmau                     | 5e poule 8                            |
| 8                | US L'Isle-Jourdain   | L'Isle-Jourdain              | Phase finale - Seizièmes de finale    |
| 9                | ES Gimont (P)        | Gimont                       | Promu - Quart-de-finaliste Fédérale 3 |
| 10               | Avenir aturin (M)    | Aire-sur-l'Adour             | 9e poule 8 (maintenu)                 |

## Phases finales

### Barrages
Les clubs classés 3e, 4e, 5e et 6e de chaque poule se rencontrent en barrage par match aller-retour. Les vainqueurs affrontent au tour suivant les clubs classés 1er et 2e.
Les matchs se déroulent le 9 avril 2017 (matches aller) et le 15 avril 2017 (matches retour)
| Équipe                                                  | Aller   | Total   | Retour  | Équipe                                |
| ------------------------------------------------------- | ------- | ------- | ------- | ------------------------------------- |
| Beauvais XV RC (6e poule 1)                             | 23 - 24 | 32 - 68 | 9 - 44  | (3e poule 1) Saint-Denis US           |
| Clamart Rugby 92 (5e poule 1)                           | 20 - 18 | 36 - 43 | 16 - 25 | (4e poule 1) RC Drancy                |
| SC Le Rheu (6e poule 2)                                 | 16 - 21 | 32 - 47 | 16 - 26 | (3e poule 2) Rennes étudiants club    |
| CSM Gennevilliers (5e poule 2)                          | 30 - 27 | 53 - 51 | 23 - 24 | (4e poule 2) Rugby Chartres Métropole |
| US Annecy (6e poule 3)                                  | 24 - 23 | 32 - 55 | 8 - 32  | (3e poule 3) CS Beaune                |
| US Meyzieu (5e poule 3)                                 | 39 - 10 | 51 - 36 | 12 - 26 | (4e poule 3) Saint-Savin sportif      |
| RC Tricastin (6e poule 4)                               | 25 - 17 | 36 - 56 | 11 - 39 | (3e poule 3) SC Royannais             |
| AS Bédarrides Châteauneuf-du-Pape (5e poule 4)          | 24 - 24 | 45 - 51 | 21 - 27 | (4e poule 4) Stade niçois             |
| UA Gaillac (6e poule 5)                                 | 16 - 20 | 31 - 39 | 15 - 19 | (3e poule 5) FC Villefranche          |
| SO Millau (5e poule 5)                                  | 15 - 23 | 22 - 50 | 7 - 27  | (4e poule 5) SC Leucate-Roquefort     |
| CA Lannemezan (6e poule 6)                              | 26 - 9  | 35 - 36 | 9 - 27  | (3e poule 6) SC Appaméen              |
| Peyrehorade sports rugby (5e poule 6)                   | 13 - 15 | 40 - 42 | 27 - 27 | (4e poule 6) US Nafarroa              |
| Entente vigilante Malemort Brive olympique (6e poule 7) | 14 - 32 | 26 - 82 | 12 - 50 | (3e poule 7) US Bergerac              |
| Cahors rugby (5e poule 7)                               | 29 - 30 | 46 - 59 | 17 - 29 | (4e poule 7) US Issoire               |
| US Salles (6e poule 8)                                  | 25 - 12 | 35 - 46 | 10 - 34 | (3e poule 8) US Orthez                |
| US Morlaàs (5e poule 8)                                 | 12 - 27 | 38 - 61 | 26 - 34 | (4e poule 8) CA Lormont               |

### 16ede finale
Les vainqueurs des barrages affrontent les clubs classés 1er et 2e. Les matchs se déroulent le 23 avril 2017 (matches aller) et le 30 avril 2017 (matches retour).
| Équipe                                | Aller   | Total    | Retour  | Équipe                               |
| ------------------------------------- | ------- | -------- | ------- | ------------------------------------ |
| Saint-Denis US (3e poule 1)           | 41 - 17 | 54 - 37  | 13 - 20 | (2e poule 2) RC Orléans              |
| RC Drancy (4e poule 1)                | 25 - 18 | 35 - 39  | 10 - 21 | (1er poule 2) Stade niortais         |
| Rennes étudiants club (3e poule 2)    | 16 - 15 | 22 - 27  | 6 - 12  | (2e poule 1) CA Orsay                |
| Rugby Chartres Métropole (4e poule 2) | 15 - 46 | 32 - 83  | 17 - 37 | (1er poule 1) RC Suresnes            |
| CS Beaune (3e poule 3)                | 29 - 25 | 47 - 53  | 18 - 28 | (2e poule 4) RC Châteaurenard        |
| US Meyzieu (5e poule 3)               | 5 - 29  | 12 - 121 | 7 - 92  | (1er poule 4) RC Carqueiranne-Hyères |
| SC Royannais (3e poule 4)             | 33 - 16 | 58 - 35  | 25 - 29 | (2e poule 3) FCS Rumilly             |
| (2e poule 6) Stade niçois             | 22 - 26 | 29 - 41  | 7 - 15  | (1er poule 3) CS Vienne              |
| FC Villefranche (3e poule 5)          | 16 - 20 | 31 - 39  | 15 - 19 | (2e poule 6) SA Mauléon              |
| SC Leucate-Roquefort (4e poule 5)     | 18 - 23 | 24 - 38  | 6 - 15  | (1er poule 6) Stade hendayais        |
| SC Appaméen (3e poule 6)              | 28 - 21 | 36 - 42  | 8 - 21  | (2e poule 5) SC Mazamet              |
| US Nafarroa (4e poule 6)              | 22 - 3  | 32 - 34  | 10 - 31 | (1er poule 5) Céret sportif          |
| US Bergerac (3e poule 7)              | 33 - 24 | 51 - 38  | 18 - 14 | (2e poule 8) AS Fleurance            |
| US Issoire (4e poule 7)               | 6 - 23  | 21 - 57  | 15 - 34 | (1er poule 8) RC bassin d'Arcachon   |
| US Orthez (3e poule 8)                | 21 - 21 | 48 - 42  | 27 - 21 | (2e poule 7) US Marmande             |
| CA Lormont (4e poule 8)               | 17 - 42 | 17 - 65  | 0 - 23  | (1er poule 7) CA Castelsarrasin      |

### Huitièmes, quarts, demi et finale
Les clubs vainqueurs des quarts de finale sont promus en Fédérale 1 pour la saison 2017-2018.
|  | Huitièmes de finale                  | Huitièmes de finale                  | Huitièmes de finale              | Huitièmes de finale              |                        |                        | Quarts de finale | Quarts de finale | Quarts de finale | Quarts de finale |  |  | Demi-finales | Demi-finales | Demi-finales | Demi-finales |  |  | Finale       | Finale       | Finale       | Finale       |
|  |                                      |                                      |                                  |                                  |                        |                        |                  |                  |                  |                  |  |  |              |              |              |              |  |  |              |              |              |              |
|  | Aller le 7 mai, retour le 14 mai     | Aller le 7 mai, retour le 14 mai     | Aller le 7 mai, retour le 14 mai | Aller le 7 mai, retour le 14 mai |                        |                        | 28 mai 2017      | 28 mai 2017      | 28 mai 2017      | 28 mai 2017      |  |  | 18 juin 2017 | 18 juin 2017 | 18 juin 2017 | 18 juin 2017 |  |  | 25 juin 2017 | 25 juin 2017 | 25 juin 2017 | 25 juin 2017 |
|  | RC Suresnes (1er poule 1)            | RC Suresnes (1er poule 1)            | 28                               | 42                               |                        |                        | 28 mai 2017      | 28 mai 2017      | 28 mai 2017      | 28 mai 2017      |  |  | 18 juin 2017 | 18 juin 2017 | 18 juin 2017 | 18 juin 2017 |  |  | 25 juin 2017 | 25 juin 2017 | 25 juin 2017 | 25 juin 2017 |
|  | RC Suresnes (1er poule 1)            | RC Suresnes (1er poule 1)            | 28                               | 42                               |                        |                        | 28 mai 2017      | 28 mai 2017      | 28 mai 2017      | 28 mai 2017      |  |  | 18 juin 2017 | 18 juin 2017 | 18 juin 2017 | 18 juin 2017 |  |  | 25 juin 2017 | 25 juin 2017 | 25 juin 2017 | 25 juin 2017 |
|  | Saint-Denis US (3e poule 1)          | Saint-Denis US (3e poule 1)          | 14                               | 22                               |                        |                        | 28 mai 2017      | 28 mai 2017      | 28 mai 2017      | 28 mai 2017      |  |  | 18 juin 2017 | 18 juin 2017 | 18 juin 2017 | 18 juin 2017 |  |  | 25 juin 2017 | 25 juin 2017 | 25 juin 2017 | 25 juin 2017 |
|  | Saint-Denis US (3e poule 1)          | Saint-Denis US (3e poule 1)          | 14                               | 22                               | RC Suresnes            | RC Suresnes            | 23               | 23               |                  |                  |  |  | 18 juin 2017 | 18 juin 2017 | 18 juin 2017 | 18 juin 2017 |  |  | 25 juin 2017 | 25 juin 2017 | 25 juin 2017 | 25 juin 2017 |
|  | Aller le 7 mai, retour le 14 mai     |                                      |                                  |                                  | RC Suresnes            | RC Suresnes            | 23               | 23               |                  |                  |  |  | 18 juin 2017 | 18 juin 2017 | 18 juin 2017 | 18 juin 2017 |  |  | 25 juin 2017 | 25 juin 2017 | 25 juin 2017 | 25 juin 2017 |
|  |                                      |                                      | CA Orsay                         | CA Orsay                         | 28                     | 28                     |                  |                  |                  |                  |  |  | 18 juin 2017 | 18 juin 2017 | 18 juin 2017 | 18 juin 2017 |  |  | 25 juin 2017 | 25 juin 2017 | 25 juin 2017 | 25 juin 2017 |
|  | Stade niortais (1er poule 2)         | Stade niortais (1er poule 2)         | CA Orsay                         | CA Orsay                         | 28                     | 28                     | 8                | 19               |                  |                  |  |  | 18 juin 2017 | 18 juin 2017 | 18 juin 2017 | 18 juin 2017 |  |  | 25 juin 2017 | 25 juin 2017 | 25 juin 2017 | 25 juin 2017 |
|  | Stade niortais (1er poule 2)         | Stade niortais (1er poule 2)         | 28 mai 2017                      |                                  |                        |                        | 8                | 19               |                  |                  |  |  | 18 juin 2017 | 18 juin 2017 | 18 juin 2017 | 18 juin 2017 |  |  | 25 juin 2017 | 25 juin 2017 | 25 juin 2017 | 25 juin 2017 |
|  | CA Orsay (2e poule 1)                | CA Orsay (2e poule 1)                | 23                               | 25                               |                        |                        |                  |                  |                  |                  |  |  | 18 juin 2017 | 18 juin 2017 | 18 juin 2017 | 18 juin 2017 |  |  | 25 juin 2017 | 25 juin 2017 | 25 juin 2017 | 25 juin 2017 |
|  | CA Orsay (2e poule 1)                | CA Orsay (2e poule 1)                | 23                               | 25                               | CA Orsay               | CA Orsay               | 17               | 17               |                  |                  |  |  |              |              |              |              |  |  | 25 juin 2017 | 25 juin 2017 | 25 juin 2017 | 25 juin 2017 |
|  | Aller le 7 mai, retour le 14 mai     |                                      |                                  |                                  | CA Orsay               | CA Orsay               | 17               | 17               |                  |                  |  |  |              |              |              |              |  |  | 25 juin 2017 | 25 juin 2017 | 25 juin 2017 | 25 juin 2017 |
|  |                                      |                                      | RC Carqueiranne-Hyères           | RC Carqueiranne-Hyères           | 20                     | 20                     |                  |                  |                  |                  |  |  |              |              |              |              |  |  | 25 juin 2017 | 25 juin 2017 | 25 juin 2017 | 25 juin 2017 |
|  | CS Vienne (1er poule 3)              | CS Vienne (1er poule 3)              | RC Carqueiranne-Hyères           | RC Carqueiranne-Hyères           | 20                     | 20                     | 13               | Qualifié         |                  |                  |  |  |              |              |              |              |  |  | 25 juin 2017 | 25 juin 2017 | 25 juin 2017 | 25 juin 2017 |
|  | CS Vienne (1er poule 3)              | CS Vienne (1er poule 3)              | 18 juin 2017                     |                                  |                        |                        | 13               | Qualifié         |                  |                  |  |  |              |              |              |              |  |  | 25 juin 2017 | 25 juin 2017 | 25 juin 2017 | 25 juin 2017 |
|  | RC Châteaurenard (2e poule 4)        | RC Châteaurenard (2e poule 4)        | 13                               | Forfait                          |                        |                        |                  |                  |                  |                  |  |  |              |              |              |              |  |  | 25 juin 2017 | 25 juin 2017 | 25 juin 2017 | 25 juin 2017 |
|  | RC Châteaurenard (2e poule 4)        | RC Châteaurenard (2e poule 4)        | 13                               | Forfait                          | CS Vienne              | CS Vienne              | 12               | 12               |                  |                  |  |  |              |              |              |              |  |  | 25 juin 2017 | 25 juin 2017 | 25 juin 2017 | 25 juin 2017 |
|  | Aller le 7 mai, retour le 14 mai     |                                      |                                  |                                  | CS Vienne              | CS Vienne              | 12               | 12               |                  |                  |  |  |              |              |              |              |  |  | 25 juin 2017 | 25 juin 2017 | 25 juin 2017 | 25 juin 2017 |
|  |                                      |                                      | RC Carqueiranne-Hyères           | RC Carqueiranne-Hyères           | 17                     | 17                     |                  |                  |                  |                  |  |  |              |              |              |              |  |  | 25 juin 2017 | 25 juin 2017 | 25 juin 2017 | 25 juin 2017 |
|  | RC Carqueiranne-Hyères (1er poule 4) | RC Carqueiranne-Hyères (1er poule 4) | RC Carqueiranne-Hyères           | RC Carqueiranne-Hyères           | 17                     | 17                     | 32               | 55               |                  |                  |  |  |              |              |              |              |  |  | 25 juin 2017 | 25 juin 2017 | 25 juin 2017 | 25 juin 2017 |
|  | RC Carqueiranne-Hyères (1er poule 4) | RC Carqueiranne-Hyères (1er poule 4) | 28 mai 2017                      |                                  |                        |                        | 32               | 55               |                  |                  |  |  |              |              |              |              |  |  | 25 juin 2017 | 25 juin 2017 | 25 juin 2017 | 25 juin 2017 |
|  | SC Royannais (3e poule 4)            | SC Royannais (3e poule 4)            | 3                                | 7                                |                        |                        |                  |                  |                  |                  |  |  |              |              |              |              |  |  | 25 juin 2017 | 25 juin 2017 | 25 juin 2017 | 25 juin 2017 |
|  | SC Royannais (3e poule 4)            | SC Royannais (3e poule 4)            | 3                                | 7                                | RC Carqueiranne-Hyères | RC Carqueiranne-Hyères | 12               | 12               |                  |                  |  |  |              |              |              |              |  |  |              |              |              |              |
|  | Aller le 7 mai, retour le 14 mai     |                                      |                                  |                                  | RC Carqueiranne-Hyères | RC Carqueiranne-Hyères | 12               | 12               |                  |                  |  |  |              |              |              |              |  |  |              |              |              |              |
|  |                                      |                                      | US Bergerac                      | US Bergerac                      | 6                      | 6                      |                  |                  |                  |                  |  |  |              |              |              |              |  |  |              |              |              |              |
|  | Céret sportif (1er poule 5)          | Céret sportif (1er poule 5)          | US Bergerac                      | US Bergerac                      | 6                      | 6                      | 20               | 27               |                  |                  |  |  |              |              |              |              |  |  |              |              |              |              |
|  | Céret sportif (1er poule 5)          | Céret sportif (1er poule 5)          |                                  |                                  |                        |                        |                  | 27               |                  |                  |  |  |              |              |              |              |  |  |              |              |              |              |
|  | SA Mauléon (2e poule 6)              | SA Mauléon (2e poule 6)              | 27                               | 13                               |                        |                        |                  |                  |                  |                  |  |  |              |              |              |              |  |  |              |              |              |              |
|  | SA Mauléon (2e poule 6)              | SA Mauléon (2e poule 6)              | 27                               | 13                               | Céret sportif          | Céret sportif          | 26               | 26               |                  |                  |  |  |              |              |              |              |  |  |              |              |              |              |
|  | Aller le 7 mai, retour le 14 mai     |                                      |                                  |                                  | Céret sportif          | Céret sportif          | 26               | 26               |                  |                  |  |  |              |              |              |              |  |  |              |              |              |              |
|  |                                      |                                      | Stade hendayais                  | Stade hendayais                  | 28                     | 28                     |                  |                  |                  |                  |  |  |              |              |              |              |  |  |              |              |              |              |
|  | Stade hendayais (1er poule 6)        | Stade hendayais (1er poule 6)        | Stade hendayais                  | Stade hendayais                  | 28                     | 28                     | 15               | 30               |                  |                  |  |  |              |              |              |              |  |  |              |              |              |              |
|  | Stade hendayais (1er poule 6)        | Stade hendayais (1er poule 6)        | 28 mai 2017                      |                                  |                        |                        | 15               | 30               |                  |                  |  |  |              |              |              |              |  |  |              |              |              |              |
|  | SC Mazamet (2e poule 5)              | SC Mazamet (2e poule 5)              | 27                               | 0                                |                        |                        |                  |                  |                  |                  |  |  |              |              |              |              |  |  |              |              |              |              |
|  | SC Mazamet (2e poule 5)              | SC Mazamet (2e poule 5)              | 27                               | 0                                | Stade hendayais        | Stade hendayais        | 16               | 16               |                  |                  |  |  |              |              |              |              |  |  |              |              |              |              |
|  | Aller le 7 mai, retour le 14 mai     |                                      |                                  |                                  | Stade hendayais        | Stade hendayais        | 16               | 16               |                  |                  |  |  |              |              |              |              |  |  |              |              |              |              |
|  |                                      |                                      | US Bergerac                      | US Bergerac                      | 20                     | 20                     |                  |                  |                  |                  |  |  |              |              |              |              |  |  |              |              |              |              |
|  | CA Castelsarrasin (1er poule 7)      | CA Castelsarrasin (1er poule 7)      | US Bergerac                      | US Bergerac                      | 20                     | 20                     | 12               | 23               |                  |                  |  |  |              |              |              |              |  |  |              |              |              |              |
|  | CA Castelsarrasin (1er poule 7)      | CA Castelsarrasin (1er poule 7)      |                                  |                                  |                        |                        |                  | 23               |                  |                  |  |  |              |              |              |              |  |  |              |              |              |              |
|  | US Bergerac (3e poule 7)             | US Bergerac (3e poule 7)             | 13                               | 26                               |                        |                        |                  |                  |                  |                  |  |  |              |              |              |              |  |  |              |              |              |              |
|  | US Bergerac (3e poule 7)             | US Bergerac (3e poule 7)             | 13                               | 26                               | US Bergerac            | US Bergerac            | 30               | 30               |                  |                  |  |  |              |              |              |              |  |  |              |              |              |              |
|  | Aller le 7 mai, retour le 14 mai     |                                      |                                  |                                  | US Bergerac            | US Bergerac            | 30               | 30               |                  |                  |  |  |              |              |              |              |  |  |              |              |              |              |
|  |                                      |                                      | US Orthez                        | US Orthez                        | 16                     | 16                     |                  |                  |                  |                  |  |  |              |              |              |              |  |  |              |              |              |              |
|  | RC bassin d'Arcachon (1er poule 8)   | RC bassin d'Arcachon (1er poule 8)   | US Orthez                        | US Orthez                        | 16                     | 16                     | 8                | 23               |                  |                  |  |  |              |              |              |              |  |  |              |              |              |              |
|  | RC bassin d'Arcachon (1er poule 8)   | RC bassin d'Arcachon (1er poule 8)   |                                  |                                  |                        |                        |                  | 23               |                  |                  |  |  |              |              |              |              |  |  |              |              |              |              |
|  | US Orthez (3e poule 8)               | US Orthez (3e poule 8)               | 15                               | 20                               |                        |                        |                  |                  |                  |                  |  |  |              |              |              |              |  |  |              |              |              |              |
|  | US Orthez (3e poule 8)               | US Orthez (3e poule 8)               | 15                               | 20                               |                        |                        |                  |                  |                  |                  |  |  |              |              |              |              |  |  |              |              |              |              |
|  |                                      |                                      |                                  |                                  |                        |                        |                  |                  |                  |                  |  |  |              |              |              |              |  |  |              |              |              |              |